# Machaerium debile
Machaerium debile är en ärtväxtart som först beskrevs av Vell., och fick sitt nu gällande namn av Carlos Stellfeld. Machaerium debile ingår i släktet Machaerium och familjen ärtväxter. Inga underarter finns listade i Catalogue of Life.